# Leticia Sánchez Ruiz
Leticia Sánchez Ruiz (Oviedo, 2 de junio de 1980) es una periodista, profesora de narrativa y novelista española.

## Biografía y obra
Ha ganado el Premio Tétrada Literaria de Novela Corta 2004 por El precio del tiempo, el IX Premio Internacional de Novela Emilio Alarcos por Los libros luciérnaga y el XVI Premio Ateneo Joven de Sevilla por El gran juego. Su novela Cuando es invierno en el mar del Norte obtuvo ex aequo el Premio Cubelles Noir 2020 y ha logrado despertar el entusiasmo de crítica y lectores, entre los que se cuenta Leonardo Padura: «Una estupenda novela negra que plantea una inquietante cuestión. ¿Qué sabemos realmente de los que amamos?».
Es la autora junto a Jorge Salvador Galindo de la saga Oficina de Peligros, una serie de cadáveres exquisitos escrita a cuatro manos. Parte de su obra ha sido traducida al italiano. Desde 2018 la compañía El Callejón del Gato representa su obra de teatro Hermanas (En esta casa pasan cosas).
Su primer ensayo es Fragmentos del mapa del tesoro, una indagación en la biblioteca personal del escritor guatemalteco Augusto Monterroso. 

## Obras

### Novelas
Los libros luciérnaga. Algaida. 2009
El Gran Juego. Algaida. 2011
Cuando es invierno en el mar del Norte. Pez de Plata. 2018.
La biblioteca de Max Ventura. Pez de Plata. 2020.
Los detectives perdidos. Pez de Plata. 2022.

## Ensayo
Fragmentos del mapa del tesoro. Pez de Plata. 2024.

## Serie Oficina de Peligros

#### Escrita junto a Jorge Salvador Galindo
Djuna y Soriano en La carretera del infierno. Eolas. 2022
Djuna y Soriano en El trampolín de la muerte. Eolas. 2022.

### Teatro
Hermanas (En esa casa pasan cosas). 2018

### Participación en antologías y libros colectivos
Anatomías del Antiguo. Ediciones Pata Negra. 2017
7Siete. Trabe. 2019.
Amanece en Oviedo. Turbulencias. 2020.
Infinito. Trabe. 2022.
Ulises redux. Luna de abajo. 2022.

### Premios y reconocimientos
Premio Tétrada Literaria de Novela Corta de 2004 por El precio del tiempo.
Premio Internacional Emilio Alarcos Llorach de Novela de 2009 por Los libros luciérnaga.
Ateneo Joven de Sevilla de 2011 por El Gran Juego.
Premio Cubelles Noir de 2019 por Cuando es invierno en el mar del Norte.